# Das Duo: Herzflimmern
Herzflimmern ist ein deutscher Fernsehfilm von Peter Fratscher aus dem Jahr 2005. Es handelt sich um den 9. Filmbeitrag der ZDF-Kriminalfilmreihe Das Duo.

## Handlung
Kommissarin Lizzy Krüger und ihre Kollegin Marion Ahrens ermitteln im Todesfall der Lebenskünstlerin Susanne Brückner, die tot in ihrer Wohnung aufgefunden wird. Eine Nachbarin berichtet von einem Streit zwischen dem Opfer und einem Mann, der Brückner vor ein paar Tagen besucht hatte. Die Auswertung der letzten Telefonate führen Lizzy Krüger zum Ehepaar Schneider, bei dem Brückner ein kleines Engagement hatte. Ihr Bekannter, Bernd Stöwer, hatte ihnen die junge Frau empfohlen. Nach weiteren Überprüfungen steht fest, dass Schneider ein Doppelleben führt und in Hamburg Freundin und Kind hat. Damit gerät er in den Fokus der Ermittlungen des Frauenduos, denn auch das Opfer könnte eine weitere Geliebte gewesen sein. Diese Vermutung bestätigt sich und Schneider gerät in Erklärungsnot. Nach seiner Aussage hatten sie etwas wilden Sex und sie sei vom Bett gegen den Heizkörper geschlagen. Sie hätte aber noch gelebt, als er die Wohnung verlassen hatte. Nach der gerichtsmedizinischen Untersuchung wurde später noch einmal auf das Opfer eingeschlagen. Für diesen Zeitraum hat Schneider jedoch ein Alibi. Krüger und Ahrens gehen deshalb dem Hinweis der Nachbarin nach dem unbekannten Mann nach. Dies führt zu Mario, der Brückner früher einmal mit Drogen versorgt hatte, doch auch er hat für den Tatzeitraum ein Alibi. Nachdem die Skulptur gefunden wird, mit der das Opfer tödlich verletzt wurde, finden sich daran Textilfasern, die zweifelsfrei Andreas Schneider zugeordnet werden können. Schneider kann sich allerdings nicht erklären, wie die Fasern an die Skulptur gekommen sind. Er hätte Susanne Brückner geliebt und nicht getötet. Krüger und Ahrens erscheint dies glaubhaft, deshalb befragen sie noch einmal Bernd Stöwer, einen guten Freund von Susanne Brückner. Lizzy Krüger ist sich sicher, dass ihm die Frau mehr bedeutete, als er zugegeben hatte. Da er auch mit den Schneiders befreundet ist und Andreas Schneider seine Reisetaschen bei ihm deponiert hat, kann er so mühelos an Textilien seines Freundes gelangen. Letzte Sicherheit geben Epoxidharzspuren, die auf der Fußmatte des Opfers gefunden wurden und die mit dem Dichtungslack übereinstimmen, den Stöwer auf seinem Boot benutzt. Er wird festgenommen und verhört. Mit einem kleinen Trick können die Kommissarinnen ihn zu einem Geständnis bewegen und er räumt ein, sich mit dem Opfer gestritten und es im Affekt erschlagen zu haben. Um seine Spuren zu verwischen, hat er die Skulptur mit Schneiders Pullover abgewischt. Er war es leid immer nur zuzusehen, wie Schneider sich mit Susanne Brückner vergnügte, wo er sie doch heimlich liebte und Schneider seiner Meinung nach nur mit ihr „spielen“ würde.

## Produktionsnotizen
Herzflimmern wurde in Lübeck gedreht und am 17. September 2005 um 20:15 Uhr im ZDF erstausgestrahlt.

## Kritik
Tilmann P. Gangloff meinte bei tittelbach.tv: „Hatten die Drehbücher Ann-Kathrin Kramer und Charlotte Schwab zunächst als Gegensatz inszeniert (hier die Harte, da die Zarte), so sind die Damen der ZDF-Reihe ‚Das Duo‘ mittlerweile dicke Freundinnen geworden. Endlich können auch die Schauspielerinnen frei von jeder Verbissenheit spielen; die Geschichten rücken in den Vordergrund.“ „Peter Fratzscher inszeniert den Krimi souverän und ohne Mätzchen, aber mit ausgezeichneten Darstellern; und mit viel Gespür auch für die Darsteller in den Nebenrollen.“
Die Kritiker der Fernsehzeitschrift TV Spielfilm vergaben die bestmögliche Wertung (Daumen nach oben) und befanden: „Nach einem hölzernen Einstieg gewinnt der Provinzkrimi an Format.“ Als Gesamtfazit zogen sie „Der famose Tarrach bereichert das Duo“.